# Saint-Genest-Lerpt
Saint-Genest-Lerpt [sɛ̃ ʒənɛ lɛʁ] est une commune française située dans le département de la Loire en région Auvergne-Rhône-Alpes.
Cité touchant la ville de Saint-Étienne, elle fut par le passé un berceau de la rubanerie, abritant de nombreux passementiers, nom donné aux tisseurs de ruban.
Elle est aujourd'hui une ville résidentielle dans la banlieue de Saint-Étienne.

## Géographie
Saint-Genest-Lerpt est située à 7 km de Saint-Étienne.
À 555 m d'altitude moyenne, Saint-Genest est sur une colline.
Elle est bordée sur son flanc oriental par la rocade est, D 201. Un accès ZAC du Tissot dessert la commune.
Le quartier du Chasseur au nord, route de Saint-Just, se détache nettement du reste de la ville.
Le territoire communal se trouve au-dessus du bassin houiller de la Loire.
La superficie de la commune est de 12,68 km2 ; son altitude varie de 437  à   698 mètres.

### Climat
Pour des articles plus généraux, voir Climat d'Auvergne-Rhône-Alpes et Climat de la Loire.
En 2010, le climat de la commune est de type climat des marges montargnardes, selon une étude du Centre national de la recherche scientifique s'appuyant sur une série de données couvrant la période 1971-2000. En 2020, Météo-France publie une typologie des climats de la France métropolitaine dans laquelle la commune est exposée à un climat de montagne ou de marges de montagne et est dans la région climatique Nord-est du Massif Central, caractérisée par une pluviométrie annuelle de 800 à 1 200 mm, bien répartie dans l’année.
Pour la période 1971-2000, la température annuelle moyenne est de 10,2 °C, avec une amplitude thermique annuelle de 16,7 °C. Le cumul annuel moyen de précipitations est de 760 mm, avec 8,7 jours de précipitations en janvier et 6,7 jours en juillet. Pour la période 1991-2020, la température moyenne annuelle observée sur la station météorologique de Météo-France la plus proche, « Saint-Étienne », sur la commune de Saint-Étienne à 4 km à vol d'oiseau, est de 11,4 °C et le cumul annuel moyen de précipitations est de 793,9 mm,. Pour l'avenir, les paramètres climatiques de la commune estimés pour 2050 selon différents scénarios d'émission de gaz à effet de serre sont consultables sur un site dédié publié par Météo-France en novembre 2022.
| Mois                                  | jan.           | fév.           | mars           | avril         | mai          | juin          | jui.         | août          | sep.          | oct.          | nov.          | déc.           | année      |
| ------------------------------------- | -------------- | -------------- | -------------- | ------------- | ------------ | ------------- | ------------ | ------------- | ------------- | ------------- | ------------- | -------------- | ---------- |
| Température minimale moyenne (°C)     | 0,2            | −0,1           | 2,5            | 5,8           | 9,1          | 13,1          | 14,7         | 14,2          | 11            | 8,3           | 4,2           | 1,1            | 7          |
| Température moyenne (°C)              | 3              | 3,4            | 7,1            | 10,8          | 14,1         | 18,6          | 20,5         | 19,9          | 16,1          | 12,2          | 7,4           | 4,1            | 11,4       |
| Température maximale moyenne (°C)     | 5,9            | 6,9            | 11,6           | 15,8          | 19,1         | 24            | 26,3         | 25,6          | 21,3          | 16,2          | 10,6          | 7,1            | 15,9       |
| Record de froid (°C) date du record   | −12,9 13.01.03 | −15,6 05.02.12 | −16,5 01.03.05 | −4,5 08.04.21 | 0,1 06.05.10 | 4,4 02.06.06  | 7,4 10.07.07 | 7,4 31.08.06  | 2,1 27.09.10  | −5 26.10.03   | −8,7 28.11.13 | −11,1 26.12.10 | −16,5 2005 |
| Record de chaleur (°C) date du record | 18,2 10.01.15  | 20,9 23.02.20  | 24 30.03.21    | 27,8 22.04.18 | 32 13.05.15  | 36,8 27.06.19 | 39 07.07.15  | 38,6 24.08.23 | 33,5 05.09.23 | 29,9 02.10.23 | 23,1 02.11.20 | 18,3 05.12.06  | 39 2015    |
| Précipitations (mm)                   | 41,8           | 38,7           | 39,7           | 62,7          | 83,7         | 80,6          | 78,7         | 79,4          | 65,1          | 81            | 87,1          | 55,4           | 793,9      |

## Urbanisme

### Typologie
Au 1er janvier 2024, Saint-Genest-Lerpt est catégorisée ceinture urbaine, selon la nouvelle grille communale de densité à sept niveaux définie par l'Insee en 2022.
Elle appartient à l'unité urbaine de Saint-Étienne, une agglomération inter-départementale regroupant 32  communes, dont elle est une commune de la banlieue,,. Par ailleurs la commune fait partie de l'aire d'attraction de Saint-Étienne, dont elle est une commune de la couronne,. Cette aire, qui regroupe 105 communes, est catégorisée dans les aires de 200 000 à moins de 700 000 habitants,.

### Occupation des sols
L'occupation des sols de la commune, telle qu'elle ressort de la base de données européenne d’occupation biophysique des sols Corine Land Cover (CLC), est marquée par l'importance des territoires agricoles (56,7 % en 2018), en diminution par rapport à 1990 (61,1 %). La répartition détaillée en 2018 est la suivante : 
prairies (54,2 %), zones urbanisées (20,8 %), forêts (20 %), zones agricoles hétérogènes (2,5 %), espaces verts artificialisés, non agricoles (2 %), zones industrielles ou commerciales et réseaux de communication (0,5 %). L'évolution de l’occupation des sols de la commune et de ses infrastructures peut être observée sur les différentes représentations cartographiques du territoire : la carte de Cassini (XVIIIe siècle), la carte d'état-major (1820-1866) et les cartes ou photos aériennes de l'IGN pour la période actuelle (1950 à aujourd'hui).

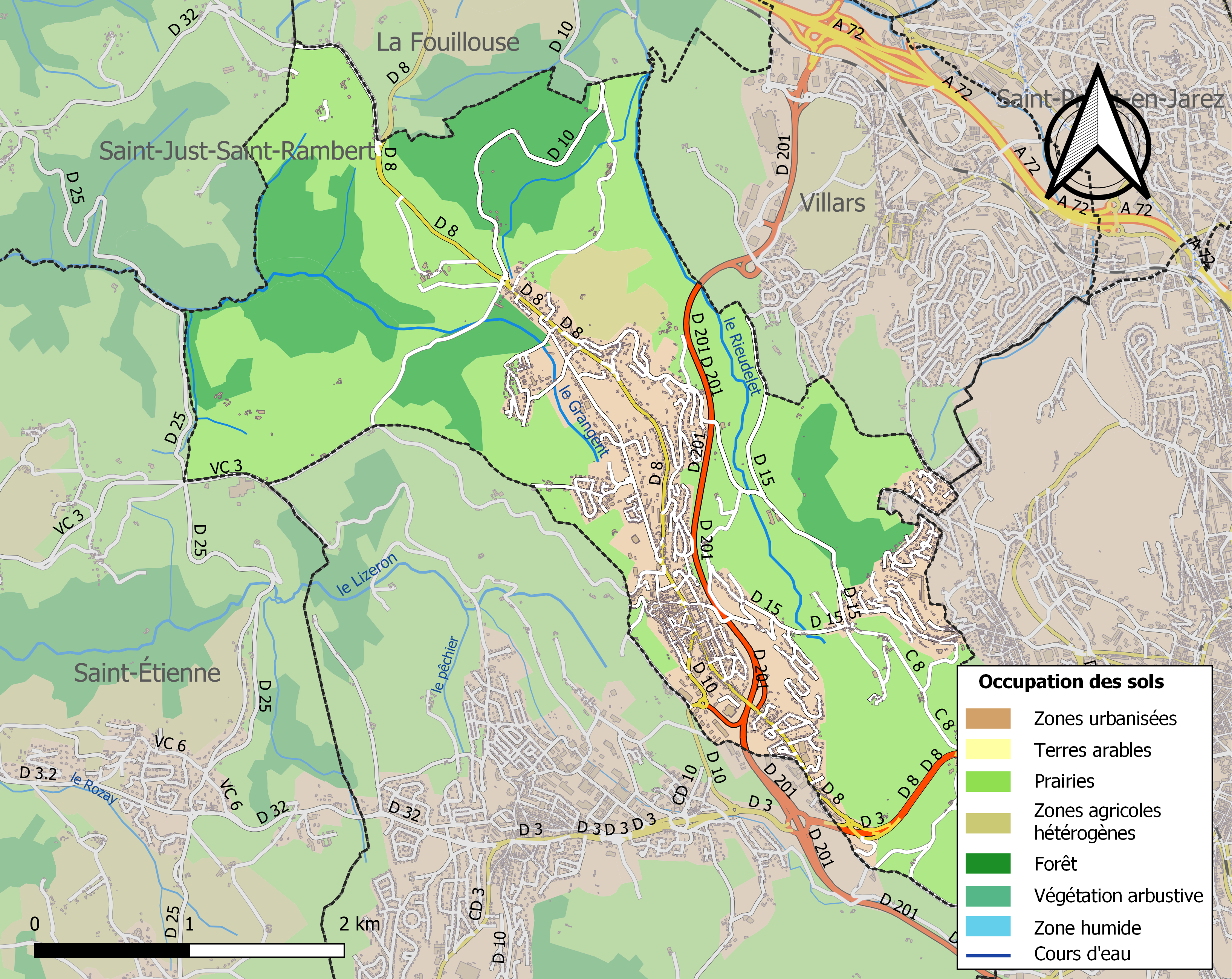
Carte des infrastructures et de l'occupation des sols de la commune en 2018 (CLC).

## Toponymie
Le nom Sanctus Genesius Lerpt est attesté dès le XIe siècle. En découlent les toponymes Genès, Genis.
St-Genest-Lerpt tient peut-être son nom de Genesius qui était un évêque lyonnais très révéré pour une vie de sainteté. La typographie Genest n’apparaît qu'au XVIIIe siècle. Lerpt, utilisé dès le XIe siècle serait un dérivé de Lerm qui aurait désigné un sol pauvre avec des pâturages et des forêts.
Le déterminant Lerps (Sancti Genesi l’Erm en 1225) est dérivé du mot gaulois erm. Le latin classique utilisait un mot hérité du grec eremus pour désigner le désert, la solitude. Eremus a gardé ce sens de désert, de solitude, d’ermitage, mais, parallèlement, est apparu le sens rural de « lande stérile », en bas latin herma terra. Le latin chrétien a emprunté au grec le terme « ermite », « celui qui vit dans la solitude »

Une autre source historique dit que "Lerpt" est l'abréviation de "le repentant" (Le Rpt). Placée ici après "Saint-Genest", elle peut être l'identification du comédien romain et martyr chrétien, ayant vécu au IIIe siècle et "repenti" de sa vie païenne.

## Environnement
Parc départemental du Chasseur, d'environ 20 ha, et ses nombreuses essences arboricoles : douglas, pin noir, érable sycomore, chêne rouge, etc. Desserte en bus STAS via ligne 13.
Étang Colcombet, aussi appelé « La Mare aux Fées » à quelques minutes à pied du centre-ville.
Divers chemins de randonnée, dont un du côté sud-ouest longeant les vestiges de l’industrie minière.

## Histoire

### Histoire de la commune
En 1085, le doyen du chapitre de l'Église Métropolitaine de Lyon, nommé Blandin, fit don de sa terre de Saint-Genest-Lerpt à ce chapitre. Or le premier soin des Chanoines, en prenant possession d'un territoire habité, était d'y construire une église et d'y établir un culte religieux.
Saint-Genest-Lerpt ("Saint-Genis") est mentionnée en 1173 dans la permutation réalisée lors de la séparation des comtés du Lyonnais et du Forez. À la suite de cet acte, Saint-Genest fit partie d'une enclave directement dépendante du chapitre de Lyon, aux confins du Jarez et du Forez et finalement rendue au Forez en 1278.
Le hameau de Landuzière-Cizeron est absorbé en 1828.

## Politique et administration

### Liste des maires
| Période | Période          | Identité         | Étiquette | Qualité |
| ------- | ---------------- | ---------------- | --------- | ------- |
| 1947    | 1963             | Louis Thouilleux |           |         |
| 1963    | 1987             | Louis Richard    |           |         |
| 1987    | 1989             | Elda Grangette   |           |         |
| 1989    | 1992 (démission) | Jean Barlet      | DVD       |         |
| 1992    | 2001             | Roland Vacher    | DVD       |         |
| 2001    | En cours         | Christian Julien | DVG       |         |

## Démographie
L'évolution du nombre d'habitants est connue à travers les recensements de la population effectués dans la commune depuis 1793. Pour les communes de moins de 10 000 habitants, une enquête de recensement portant sur toute la population est réalisée tous les cinq ans, les populations de référence des années intermédiaires étant quant à elles estimées par interpolation ou extrapolation. Pour la commune, le premier recensement exhaustif entrant dans le cadre du nouveau dispositif a été réalisé en 2007.

En 2022, la commune comptait 6 182 habitants, en évolution de +1 % par rapport à 2016 (Loire : +1,32 %, France hors Mayotte : +2,11 %).
| 1793 | 1800 | 1806 | 1821 | 1831  | 1836  | 1841  | 1846  | 1851  |
| ---- | ---- | ---- | ---- | ----- | ----- | ----- | ----- | ----- |
| 763  | 574  | 751  | 949  | 1 308 | 1 401 | 1 600 | 1 693 | 1 824 |

| 1856  | 1861  | 1866  | 1872  | 1876  | 1881  | 1886  | 1891  | 1896  |
| ----- | ----- | ----- | ----- | ----- | ----- | ----- | ----- | ----- |
| 2 398 | 2 515 | 2 724 | 2 841 | 3 632 | 3 425 | 3 730 | 3 959 | 4 144 |

| 1901  | 1906  | 1911  | 1921  | 1926  | 1931  | 1936  | 1946  | 1954  |
| ----- | ----- | ----- | ----- | ----- | ----- | ----- | ----- | ----- |
| 4 331 | 4 281 | 4 128 | 4 554 | 4 570 | 4 239 | 4 238 | 4 571 | 5 115 |

| 1962  | 1968  | 1975  | 1982  | 1990  | 1999  | 2006  | 2007  | 2012  |
| ----- | ----- | ----- | ----- | ----- | ----- | ----- | ----- | ----- |
| 5 147 | 5 331 | 5 265 | 5 308 | 5 482 | 5 672 | 5 566 | 5 547 | 5 867 |

| 2017  | 2022  | - | - | - | - | - | - | - |
| ----- | ----- | - | - | - | - | - | - | - |
| 6 131 | 6 182 | - | - | - | - | - | - | - |

## Culture locale et patrimoine

### Lieux et monuments

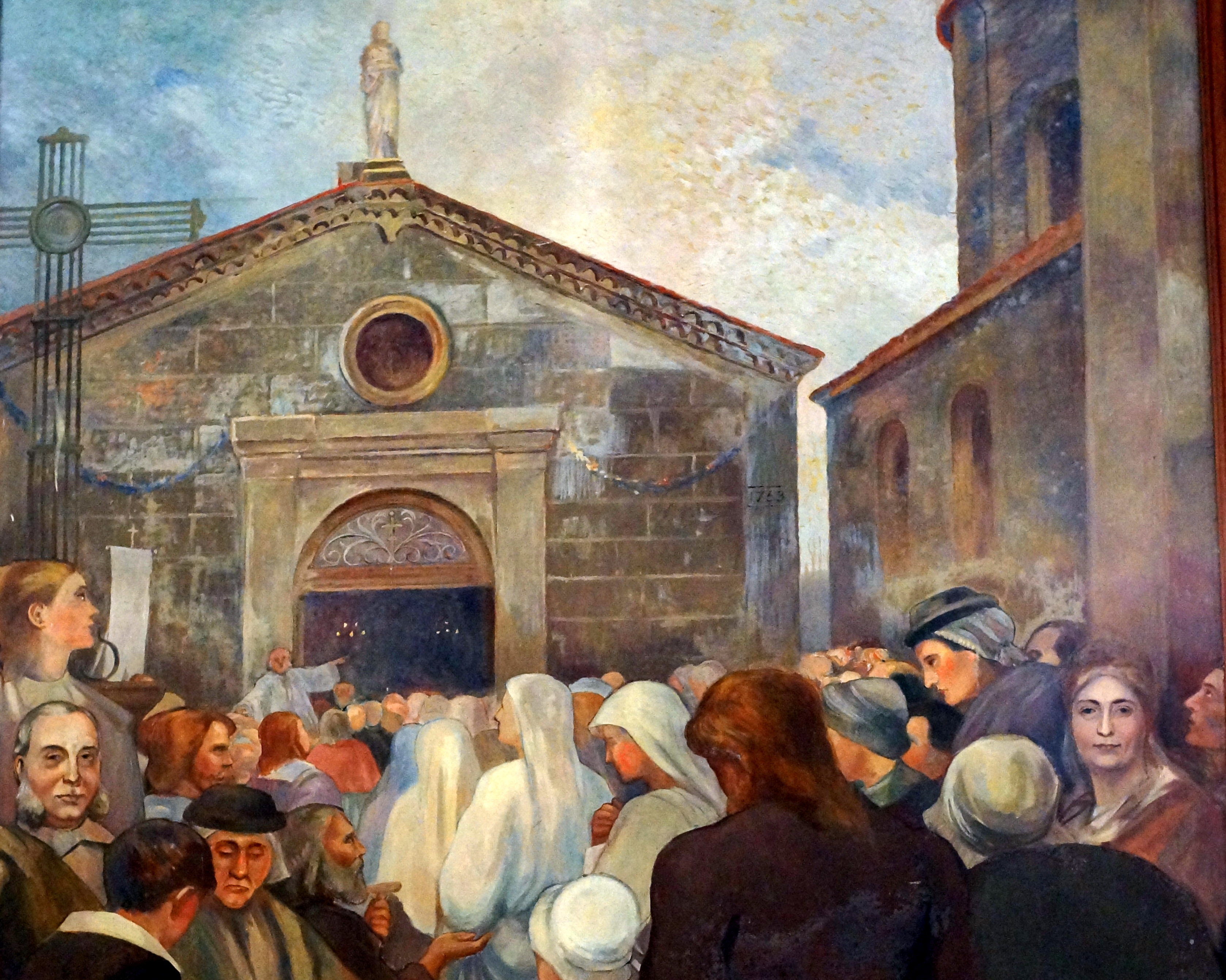
Pèlerinage paroissial au XIXe siècle

#### ÉgliseNotre-Dame-de-Pitié de Saint-Genest-Lerpt
Son ancienne église datait du XVe siècle, remplacée en 1902 par une église plus grande. Chaque année a lieu le pèlerinage de Notre-Dame-de-Pitié, avec des marches convergentes au départ de Saint-Étienne et de Roche-la-Molière, suivies d'une procession dans les rues.

### Espaces verts et fleurissement
En 2014, la commune de Saint-Genest-Lerpt bénéficie du label « ville fleurie » avec « 2 fleurs » attribuées par le Conseil national des villes et villages fleuris de France au concours des villes et villages fleuris.

### Édifices et sites
- Chapelle Notre-Dame-de-Pitié au nord de l'église, construite par les habitants en 1753 après une épidémie.
- Fresques Nicolaï Greschny, peintes en 1973-74 ; fortement dégradées par le temps, elles sont restaurées en 2009. Fresques peintes suivant une technique al fresco[29].
- Un monument aux morts en l'honneur des soldats morts à la guerre, anciennement situé place Jacquard et déplacé à la Verchère, daterait de 1924-1925[30]. Description de ce monument aux morts : sur une base cubique, une colonne en marbre rouge avec chapiteau corinthien portant une tête de poilu en bronze, avec pour seule inscription : 1914-1918.
- Un monument aux morts du cimetière de Pierrafoy, inauguré le 22 mars 1921. Le monument est élevé à la « mémoire des enfants de la Commune morts pour la Patrie » par le conseil municipal de l'époque[30].

#### Châteaux

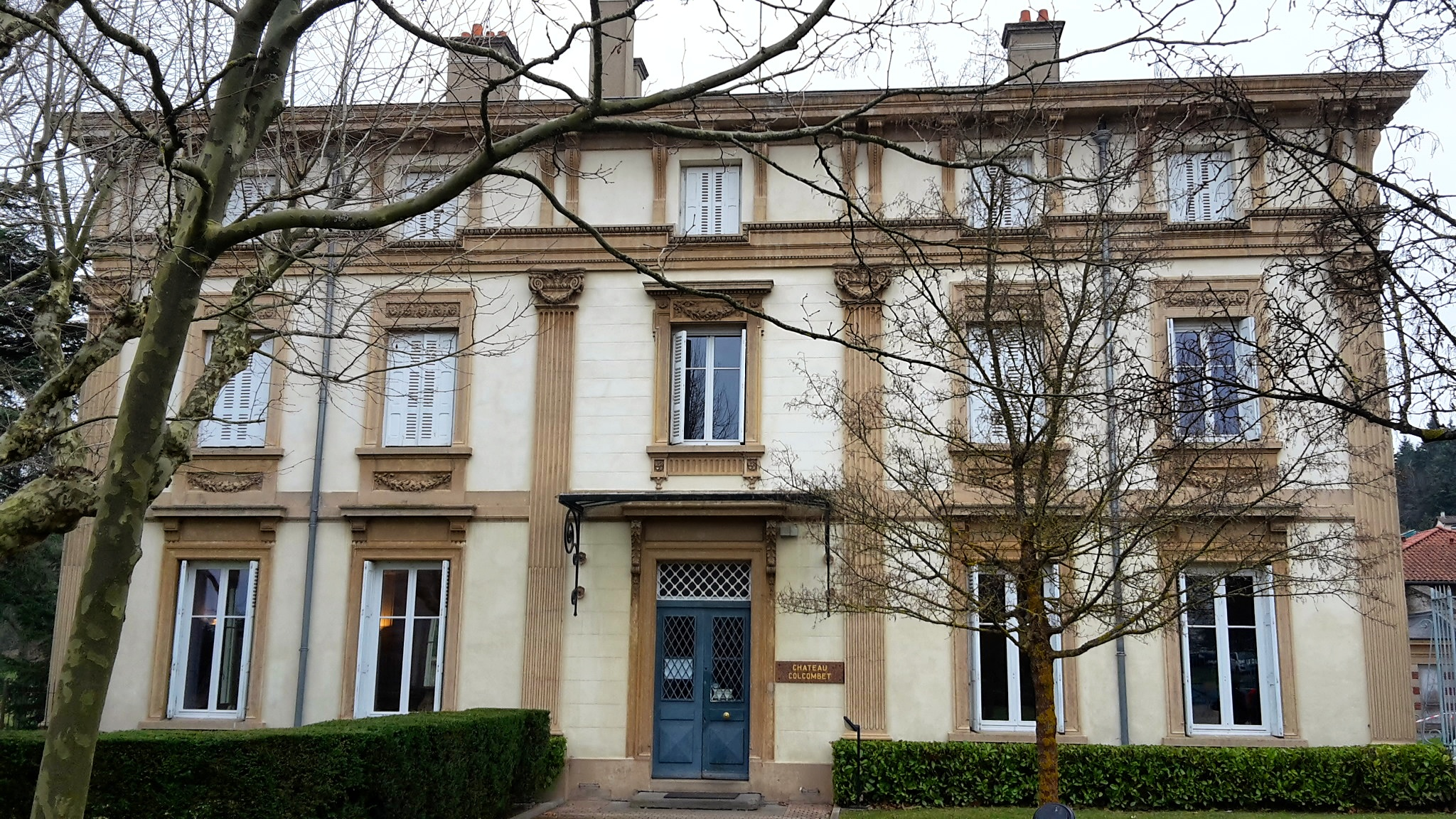
Château Colcombet.

De nombreux châteaux sont édifiés sur le territoire de cette commune
- Château du Minois ou Colcombet (1804), abritant le lycée privé hôtelier « le Renouveau » depuis 1995, jouxtant le parc municipal dit Le parc du Minois. Le domaine appartint aux Neyron, puis, par mariage, aux Colcombet[32],[33].
- Château de la Mure au nord du bourg ; les derniers héritiers vendent les terres dans les années 1950, des lotissements sont progressivement construits autour.
- Domaine de Cizeron : propriété du département, le château est loué à l’État. C'est depuis 1960 la résidence de fonction du préfet.
- Château de la Réardière.
- Château de Landuzière : perché sur une butte à l'ouest de la commune, à l'origine de l'essor du hameau éponyme qui devient Landuzière-Cizeron, avant son intégration à Saint-Genest courant 19e.
- Château dominant la vallée du Cluzel, au lieu-dit le Bois des Sœurs. Le bâtiment est vendu début 20e à la compagnie des Mines de la Loire, qui y loge son personnel.

### Personnalités liées à la commune
- Antoine Neyron (1738-1807), maire de Saint-Étienne entre 1790 et 1800, a fait construire le château du Minois sur ses terres de Saint-Genest. Son fils André-Antoine Neyron (1772-1854) fut maire de St-Genest-Lerpt en 1808, de St-Etienne en 1809-1813, enfin d'Outre-Furan en 1815-1826 et 1836-1848. Son frère aîné Jacques Neyron (1733-1811), maire de St-Etienne en 1778-1783, fut le dernier seigneur de Roche-la-Molière[34].
- Jean-Baptiste Buisson (1813-1874), maire en 1865, a légué par testament 50 000 francs à la commune de Saint-Genest-Lerpt où il est né, pour la canalisation des fontaines et la buanderie. En 1911, la ville, reconnaissante, lui a érigé un monument place Carnot, buste en bronze réalisé par Joseph Lamberton.
- Blaise Neyret (1861-1931), homme politique né à Saint-Genest-Lerpt.
- André Elbogen (1922-1944), résistant âgé de 22 ans, et Henri Klein (1914-1944), résistant âgé de 29 ans, y sont fusillés par les Allemands le 7 juillet 1944.
- Laurent Pinatel (1970), porte-parole de la Confédération paysanne depuis mai 2013, y est éleveur de bovins bio.

### Héraldique
| Blason de Saint-Genest-Lerpt | Blason  | Parti : au 1er coupé au I de gueules à la coquille d'argent posée en bande, au II d’argent aux ciseaux de tailleur ouverts en sautoir et brochant sur une aiguille à coudre en pal, le tout de sable, au 2e d’azur à la lampe de mineur d’argent. |
| Blason de Saint-Genest-Lerpt | Détails | Le statut officiel du blason reste à déterminer. |

### Jumelages
Palau (Italie) depuis 2005.

## Communes limitrophes
Limitrophe de Roche au sud-ouest, Villars au nord et Saint-Étienne à l'est par le quartier Côte Chaude.

### Vie de la commune

#### Évènements

##### Le Printemps de la Photographie
Chaque année, la ville accueille le Printemps de la Photographie. Ce festival est organisé par le club de photographie de la ville, Maraudeurs d'images.
Ce festival est ouvert aux membres du club et aux artistes extérieurs. Des expositions se tiennent dans la salle des fêtes, dans la maison de retraite du Chasseur, et chez les commerçants de la ville.

##### Là où va l’indien
Un festival d'arts de rue se déroule tous les ans depuis 2018 : Là où va l’indien.